# FIFA Football 2004
FIFA Football 2004, также известный как FIFA Soccer 2004 в Северной Америке, футбольный симулятор разработанный EA Canada и опубликованный Electronic Arts. Он вышел в продажу в октябре 2003 года.
FIFA Football 2004 является одиннадцатой игрой в серии FIFA и восьмой в 3D. Игра использует движок FIFA Football 2003. Заглавная песня Kings of Leon «Red Morning Light».
На обложке изображены Алессандро Дель Пьеро из «Ювентуса», Тьерри Анри из «Арсенала», и Роналдиньо одетый в форму сборной Бразилии.

## Особенности
- Новая система управления игроками Off the Ball, позволяющая контролировать на поле не только игрока с мячом, но и находящихся вблизи других футболистов.
- Полностью переработана система пасов — теперь вы уже безошибочно сделаете точный пас на партнера по команде.
- На уровень выше стал искусственный интеллект.
- Увеличилось количество команд, за которые вы сможете поиграть, доступно более 10000 игроков, 500 футбольных клубов и 18 лиг.
- Появилась возможность поиграть с поклонниками серии и в многопользовательском режиме на EA Sports Online.

## Отзывы
| Сводный рейтинг       | Сводный рейтинг | Сводный рейтинг   | Сводный рейтинг     | Сводный рейтинг | Сводный рейтинг     | Сводный рейтинг | Сводный рейтинг     | Сводный рейтинг     |
| Издание               | Оценка          | Оценка            | Оценка              | Оценка          | Оценка              | Оценка          | Оценка              | Оценка              |
| Издание               | Общая           | GBA               | GC                  | N-Gage          | PC                  | PS              | PS2                 | Xbox                |
| --------------------- | --------------- | ----------------- | ------------------- | --------------- | ------------------- | --------------- | ------------------- | ------------------- |
| GameRankings          |                 | 84,20 %           | 83,67 %             | 73,60 %         | 78,00 %             | 80,00 %         | 81,74 %             | 82,50 %             |
| Metacritic            |                 | 82/100 (4 обзора) | 83/100 (17 обзоров) |                 | 77/100 (13 обзоров) |                 | 84/100 (20 обзоров) | 82/100 (20 обзоров) |
| MobyRank              |                 | 71/100            | 80/100              |                 | 80/100              |                 | 81/100              | 81/100              |
| Иноязычные издания    |                 |                   |                     |                 |                     |                 |                     |                     |
| Издание               | Оценка          | Оценка            | Оценка              | Оценка          | Оценка              | Оценка          | Оценка              | Оценка              |
| Издание               | Общая           | GBA               | GC                  | N-Gage          | PC                  | PS              | PS2                 | Xbox                |
| AllGame               |                 | [ 18 ]            | [ 19 ]              | [ 20 ]          | [ 21 ]              | [ 22 ]          | [ 23 ]              | [ 24 ]              |
| GameRevolution        | B               |                   |                     |                 |                     |                 |                     |                     |
| GameSpot              |                 |                   | 8,4/10              | 6,7/10          | 7,8/10              |                 | 8,6/10              | 8,4/10              |
| GameSpy               |                 |                   |                     |                 |                     |                 |                     | [ 31 ]              |
| IGN                   |                 | 8,5/10            | 8,3/10              |                 | 8,5/10              |                 | 8,5/10              | 8,3/10              |
| Русскоязычные издания |                 |                   |                     |                 |                     |                 |                     |                     |
| Издание               | Оценка          | Оценка            | Оценка              | Оценка          | Оценка              | Оценка          | Оценка              | Оценка              |
| Издание               | Общая           | GBA               | GC                  | N-Gage          | PC                  | PS              | PS2                 | Xbox                |
| Absolute Games        |                 |                   |                     |                 | 70 %                |                 |                     |                     |
| «Домашний ПК»         |                 |                   |                     |                 | [ 38 ]              |                 |                     |                     |

Обзоры игры были в основном положительными. Official U.S. PlayStation Magazine поставил игре 5 баллов из 5 в то время как Official UK Playstation Magazine поставил игре 8 из 10. Версии для Xbox было дано 8,4 из 10 и 7,8 из 10 для PC версии на GameSpot.
FIFA 2004 получила премию BAFTA в области игр 2004 года в номинации «Sports».

## Саундтрек
- The Dandy Warhols — «We Used to Be Friends»
- Asian Dub Foundation — «Rise To The Challenge»
- Babamania — «Wanna Rock»
- Café Tacuba — «Eo» (El Sonidero)
- The Cooper Temple Clause — «Promises, Promises»
- DJ Sensei — «Musica Grande»
- Kasabian — «L.S.F.»
- Kings of Leon — «Red Morning Light»
- Caesars — «Jerk It Out»
- Goldfrapp — «Train»
- Пол ван Дайк — «Nothing But You»
- The Jam — «Town Called Malice»
- Kane — «Rain Down on Me» (Tiesto Remix)
- Radiohead — «Myxomatosis»
- Junior Senior — «Rhythm Bandits»
- The Stone Roses — «Fools Gold»
- Tosca — «Gute Laune»
- Lostprophets — «Burn Burn»
- The Raveonettes — «That Great Love Sound»
- Suburbia — «Always»
- The Clones — «Crazy Boys»
- The Individuals — «Take A Ride»
- Timo Maas — «Unite»
- Tribalistas — «Já Sei Namorar»
- Underworld — «Two Months Off»
- Vicentico — «Se Despierta La Ciudad»
- Wir Sind Helden — «Guten Tag»
- Zeca Pagodinho — «Deixa A Vida Me Levar»